# بوخضرة

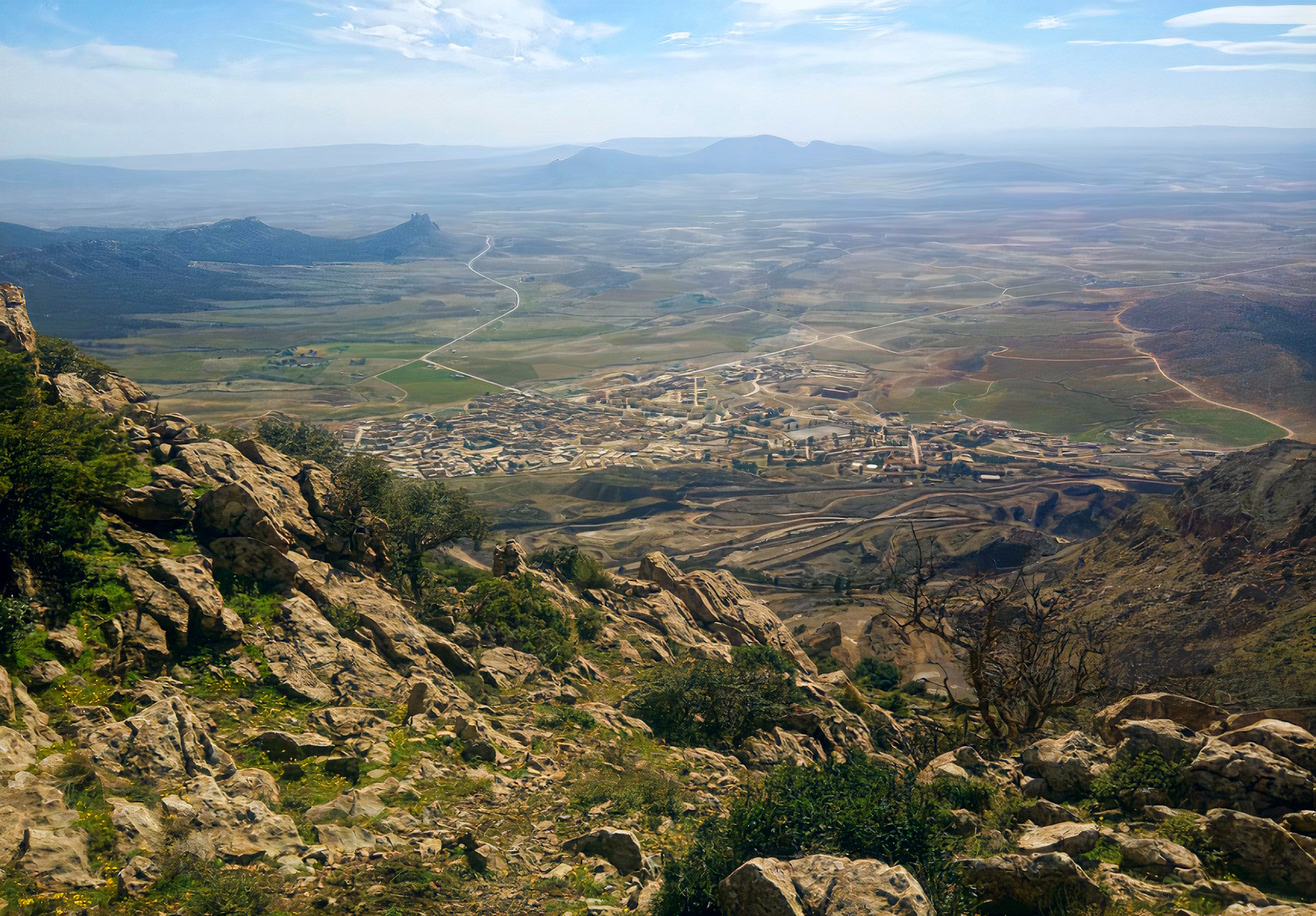
جبل بوخضرة

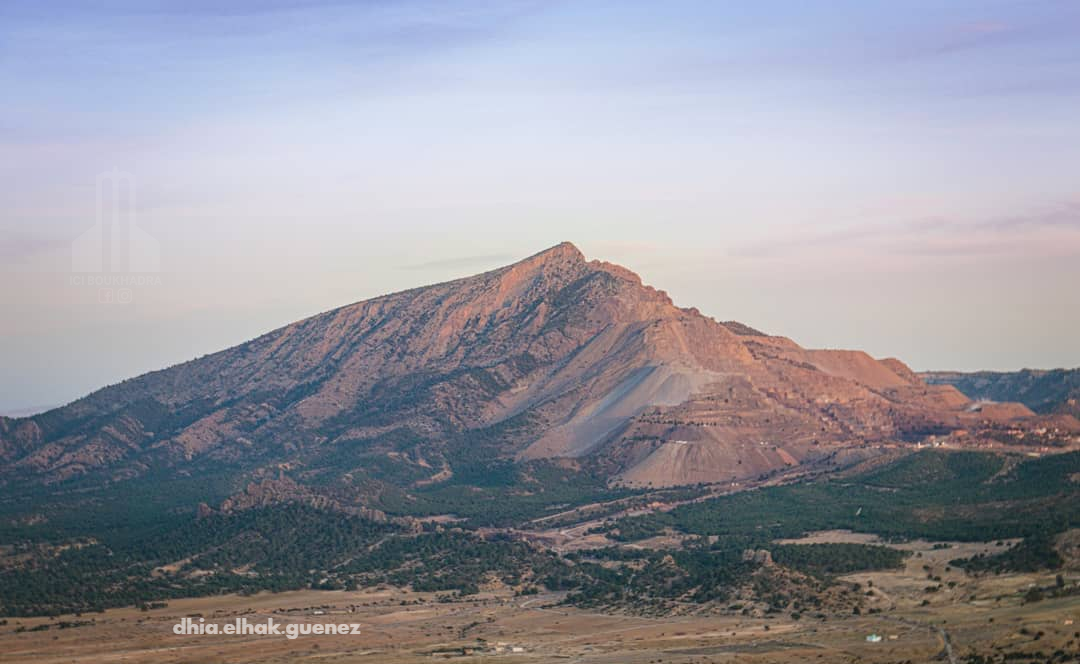

بوخضرة، بلدية بدائرة العوينات في ولاية تبسة الجزائرية.

## الموقع الحغرافي
تقع بلدية بوخضرة Boukhadra بالإقليم الشمالي لولاية تبسة تحدها كل من الونزة من الشمال والعوينات غربا ومرسط جنوبا والمريج شرقا، وبلدية من بلديات ولاية تبسة وتعتبر من أهم المناطق الاقتصادية على مستوى الوطن حيث تزخر باحتياطي هام جدا من ثورة معدنية ألا وهي الحديد يقطنها حوالي 5000 نسمة.

## النشأة
كانت خلال بداية العشرينيات عبارة عن أدغال عميقة وسخية بثروة حيوانية نادرة منها أسد الأطلس إلى أن اكتشف فيها أحد المهندسين الإطاليين سنة 1922 في جبلها المرتفع فيها بحوالي 1463م عن سطح البحر معدن الحديد فقام المستعمر الفرنسي بحرق جبلها الممتد على مساحة كبيرة بحريقين مهولين سنة 1924 وسنة 1926 قام على إثريهما بمد السكة الحديدية بواسطة المحكوم عليهم بالإعدام من طرف النظام الفرنسي آن ذاك وهم من (المستجلبين من المستعمارات الإفريقية خاصة) كل الجنسيات وعلى إثر كل هذا أستحدث المنجم وجلبت الكهرباء إليه سنة 1927 وأقبم تجمعان سكانيان واحد خاص بالمعمرين الفرنسيين والآخر بالعرب المستقدمين.

## أوضاع منجم بوخضرة (ونزة) خلال فترة الاستعمارالفرنسي
كانت المناجم مستغلة بشكل كامل من المالكين المستوطنين الفرسيين وكان المنجمين بوخضرة والونزة تحت إدارة واحدة تسمى مؤسسة الونزة (جانو وبريي).
توقيت العمل بالمنجم من السادسة (06:00) صباحا إلى الثانية بعد الظهر (14:00) مساء.
 أسماء بعض العمال بالمنجم الملتحقين بصفوف المجاهدين (جيش التحرير)أو اللاجئين أو المسبليـن (المسجونين):
1	مكاحلية إبراهيم بن محمد متوفى أستشهد سنة 1956
2 بشاغة الطاهر المدعو بن شاقر
3	بشاغة عمار المدعو المغازي
4	هوام محمد الطاهر (قائد ومنفذ عملية القناطر السبعة)
5	غلوسي محمد بن خوجة
6	قنز الشاوش على قيد الحياة
7	قنز مسعود على قيد الحياة
8	بوسكين محمد متوفى أستشهد سنة 1958
9	قنز العربي بن مسعود لاجئ إلى تونس
10	عولمي يحي على قيد الحياة لاجئ إلى تونس
11	عولمي أحمد متوفى لاجئ إلى تونس
12	عولمي الجموعي (بوجمعة) متوفى لاجئإلى تونس
13	قنز يحي متوفى لاجئ إلى تونس
14	قسطلي قسطلي متوفى لاجئ إلى تونس
15	قسطلي بلقاسم لاجئ إلى تونس
16	مكاحلية أحمد بن عبد الله لاجئ إلى تونس
17	مكاحلية عباس بن صالح لاجئ إلى تونس
18	شقطمي لخضر على قيد الحياة لاجئ إلى تونس
19	تونسي أحمد متوفى لاجئ إلى تونس
20	عمران الهادي على قيد الحياة لاجئ إلى تونس
21	عمران موسى على قيد الحياة لاجئ إلى تونس
22	قنز علي متوفى لاجئ إلى تونس
23	قنز مراح متوفى لاجئ إلى تونس
24	قنز الهامل بن بوزيدي متوفى لاجئ إلى تونس
25	بوقروز عمر
26	سوداني عمار
27	بن ساكتة السبتي
28	قنز العيد على قيد الحياة
29	نويري أحمد على قيد الحياة
30	شارني السبتي على قيد الحياة
31	نحال علي على قيد الحياة
32	مكاحلية أحمد بن بوعافية على قيد الحياة لاجئ إلى تونس
33	مكاحلية علي بن بوعافية متوفى لاجئ إلى تونس
34	هوام محمد الطاهر أستشهد معركة الذروة
35	بوشعالة محمد الصالح متوفى
36	مكاحلية صالح بن إبراهيم على قيد الحياة
37	مكاحلية علي بن عمر على قيد الحياة
38	مكاحلية يوسف بن محمد على قيد الحياة
39	هوام بلقاسم
40	نقاز السبتي على قيد الحياة
41	نقاز علي على قيد الحياة
42	بومعقودة عبد الله
43	مكاحلية رمضان بن صالح
44	مكاحلية إبراهيم بن عمر متوفى
45	مكاحلية كطنقة
46 مكاحلية عمارة بن محمد متوفي
47 بومعقودة مبروك المدعو هبول
48 بومعقودة محمد المدعو جورج
49بومعقودة عبد الله بن مبارك (فاتح أول داموس في المنجم)
50 بن ساكتة السبتي بن وريدة
51 بومعقودة يونس

## الإشتراكـات والإعانــات
يتم تعيين المسؤولين عن جمع الاشتراكات والتبرعات خلال الثورة التحريرية وعلى سبيل الذكر: مشروم عمر من دوار أولاد زايد – ضواحي بلدية المريج- (الرئيس المسؤول)، وتحت مسؤوليته كل من:
•	نحال عبد الله بن عثمان ومساعده نحال إبراهيم
•	مكاحلية رمضان بن محمد
•	مكاحلية بوعافية بن أحمد
- ويتم جمع التبرعات والاشتراكات من طرف المسؤولين من سكان
المشاتي مثلا: مشتة القناينية، مشتة الزويتين، مشتة أولاد خضرة، وتسلم إلى الرئيس شهـريا، وتقدر الإعانة المدفوعة عن كل فرد من العائلة مهما كان سنه وجنسه بـ:100فرنك أي (1 د.ج) شهريا، أما العمال فيدفعون 2500 فرنك أي (25 د.ج) شهريا أما الموالة وسكان الأرياف يكلفون بالإطعام لأفراد جيش التحرير «المجاهدين»، أما الدفع فهو إجباري ويعطى مقابل ذلك وصل، لكن معظم المشتركين يتخلصون من هذه الوصولات خوفا من الاستعمار، أما التبرعات فتدفع دون وصل.
- للإشارة أن متوسط الأجـرالشهري لعمال المنجم في تلك الفترة في حدود 150.00 د.ج شهريا وتسدد
على دفعتين (كل 15 يوم) بمقدار: (70.00 د.ج + 80.00 د.ج).(مكانش الدينار علاه تكذب علينا (
اللجـوء إلى تونـس
- اللجوء إلى تونس يكون فرديا واختياريا وكان المجاهدون لا يسمحون بذلك إلا للحالات الخاصة مثل:
- الأشخاص المطلوبين من الاستعمارالفرنسي (كالمسؤول الذي تم اكتشاف أمره من الاستعمار)
- الأشخاص الذين يكفلون عائلات إخوانهم وآبائهم لكونهم مجاهدين أو استشهدوا.

- تم اللجوء إلى تونس إلى غاية تفطن الاستعمار وقاموا بمد الأسلاك الشائكة المكهربة وكذا زرع الألغام أواخـر سنة 1954 إلى 1957 (مشروع خطي شال وموريس). - ومن جهة أخرى كل فرد يحاول اللجوء ويلقى عليه القبض من الاستعمار يعدم دون محاكمة (هذا ما تناقلته الأخبار قد يكون حقيقة أو سياسة للتخويف) - المعيشة في تونس كانت بالاعتماد على النفس ومشاركة التونسيين في أمور الفلاحة وغيرها - كانت توزع على اللاجئين مساعدات لا يعلمون مصدرها أهي من الحكومة الجزائرية أم التونسية أم من المنظمات العالمية وتشمل هذه الإعانات (كل فرد لاجئ) ممثلة في: كلغ من الأرز، 12 كلغ من الدقيق (الفرينة)، ¼ كلغ من السكر، ¼ لتر من الزيت، الصابون
العمليات الثورية والبطولية للعمال
-	العمال: عولمي الجموعي وعولمي أحمد وقنز يحي ومكاحلية عباس بن صالح قاموا بسرقة ماقيمته القنطاران (2قنطار) من مادة البارود ونقلوها على متن سيارة عولمي أحمد من منطقة المعلقة (منجم بوخضرة) بعدما أضرموا النار في آلات المنجم وتوجهوا إلى ضواحي العوينات قاصدين جبل المسلولة لتسليمها للمجاهدين لكن قوات الاستعمار ألقت عليهم القبض بين مرسط والعوينات وتم تقديمهم للمحاكمة بعد التعذيب. - قيام أحد العمال بسرقة لغم من المنجم وكان ساعتها مسؤول عن الجناح الميكانيكي أو ما يسمى «كوتشو» لكنه فشل في إيصاله إلى المجاهدين وتم سجنه في سجن عسكري لاكتضاض السجون المدنية والمعتقلات. - قيام العامل: هوام محمد الطاهر بن الحفصي بقطع الأسلاك والروابط المعدنية التي تقوم بدور إسراتيجي في جر عربات نقل خام الحديد إلى محطة القطار أين يتم الشحن إلى عنابة، ولدى اكتشاف أمره سارع بالالتحاق إلى المجاهدين في الجبال واستشهد في معركة الذروة. - لم يسلم المنجم وآلياته الإنتاجية من التخريب من طرف بعض العمال أنفسهم رغم العقوبات المتسلطة على التي تصل حد الطرد رغم الحاجة الماسة للأجر.

## بوخضرة بعد الاستقلال 1962
بعد الاستقلال مباشرة واستحداث مصنع الحديد والصلب بالحجار بعنابة حول جزء كبير من الحديد الخام الذي كان يصدر إلى أوروبا والعالم إلى هذا المصنع الحديث، وبعد تأميم المناجم يوم 6 مايو 1966 من طرف الرئيس الراحل هواري بومدين جند العمال بالمنجم إلى مضاعفة الإنتاج عن طريق التطوع وذلك لرفع مستوى الاقتصاد الوطني حيث أستحدث آنذاك مايعرف بالشركة الوطنية للاستغلالات المنجمية SONAREM إلى غاية 1982 حيث تغيرت سياسة البلاد إلى مايعرف بالتسيير الاشتراكي للمؤسسات حيث حول المنجم إلى المؤسسة الجديدة آن ذاك E.N.FERPHOS إلى غاية سنة 2001 أين أبرم عقد الشراكة بين مؤسسة فارفوس والمجموعة الدولية L.N.M وتأسيس شركة ISPAT Tébessa لأجل استغلال منجمي الونزه وبوخضرة وبعد انتهاء المدة التعاقدية الأولى والمقدرة بخمسة سنوات استحدث العقد الجديد تحت لواء نفس المستثمر الهندي باسم شركة Arcelor Mittal.